# Caleb Swanigan
Caleb Sylvester Swanigan (ur. 18 kwietnia 1997 w Indianapolis, zm. 20 czerwca 2022 w Fort Wayne) – amerykański koszykarz, występujący na pozycji silnego skrzydłowego.
W 2015 wystąpił w trzech meczach gwiazd szkół średnich – McDonalds All-American, Jordan Brand Classic i Nike Hoop Summit. Zdobył też tytuł najlepszego zawodnika szkół średnich stanu Indiana (Indiana Mr. Basketball, Indiana Gatorade Player of the Year).
7 lutego 2019 trafił w wyniku wymiany do Sacramento Kings.
21 stycznia 2020 trafił w wyniku wymiany do Portland Trail Blazers.

## Osiągnięcia
Stan na 21 grudnia 2020, na podstawie, o ile nie zaznaczono inaczej.
NCAA
- Uczestnik rozgrywek:
  - Sweet Sixteen turnieju NCAA (2017)
  - turnieju NCAA (2016, 2017)
- Mistrz sezonu zasadniczego Big 10 (2017)
- Koszykarz roku:
  - NCAA według Basketball Times (2017)
  - konferencji Big 10 (2017)[6]
- MVP turnieju Cancun Challenge Riviera Division (2017)
- Laureat nagród:
  - Pete Newell Big Man Award (2017)[7]
  - Lute Olson Award (2017)[8]
- Zaliczony do:
  - I składu:
    - All-American (2017)
    - Big Ten (2017)
    - najlepszych pierwszorocznych zawodników Big Ten (2016)
    - turnieju Cancun Challenge Riviera Division (2017)

  - składu All-Big Ten honorable mention (2016)
- Lider[9]:
  - NCAA w liczbie zbiórek (436 – 2017)
  - konferencji Big 10 w:
    - liczbie:
      - punktów (646 – 2017)
      - zbiórek (436 – 2017)
      - strat (118 – 2017)

    - średniej zbiórek (2016, 2017)

Reprezentacja
- Mistrz świata:
  - U–19 (2015)
  - U–17 (2014)